# Angy
Angy – miejscowość i gmina we Francji, w regionie Hauts-de-France, w departamencie Oise.
Według danych na rok 1990 gminę zamieszkiwały 1153 osoby, a gęstość zaludnienia wynosiła 320 osób/km² (wśród 2293 gmin Pikardii Angy plasuje się na 246. miejscu pod względem liczby ludności, natomiast pod względem powierzchni na miejscu 1003.).